# Aleksandr Berkman

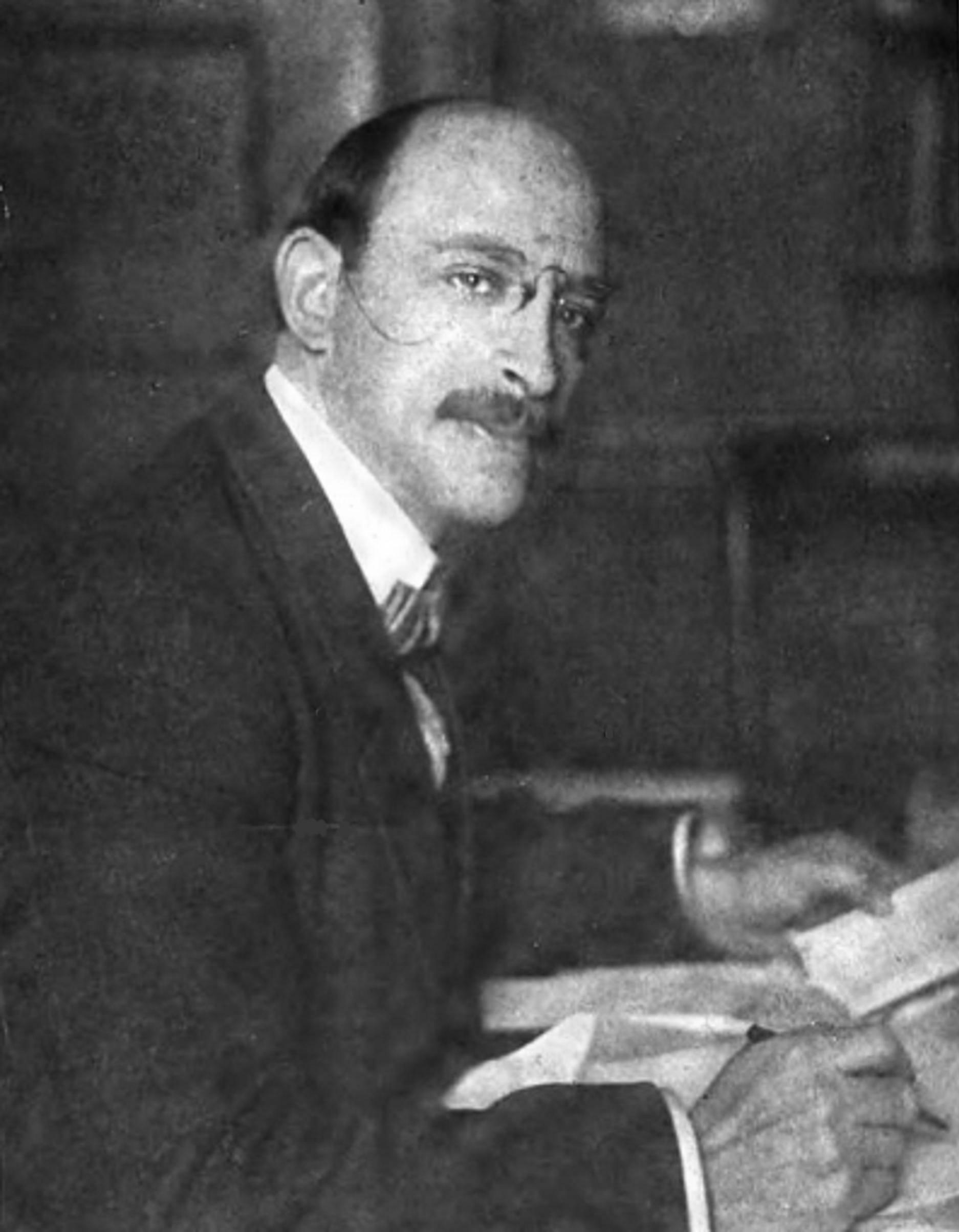
Aleksandr Berkman

Aleksandr Berkman (în rusă Александр Беркман, n. 21 noiembrie 1870, Vilna, Imperiul Rus – d. 28 iunie 1936, Nisa, Franța) a fost un militant politic și revoluționar rus de etnie evreiască și care a locuit în SUA. A fost unul dintre principalii exponenți ai mișcării anarhiste de la începutul secolului al XX-lea.
În 1892 a fost autorul atentatului eșuat îndreptat împotriva omului de faceri Henry Clay Frick, pentru care a primit 14 ani de închisoare. Experiența trăită ca arestat l-a condus la scrierea primei sale cărți, intitulată Memoriile din închisoare ale unui anarhist.
După eliberare, lucrează ca editor la magazinul Mother Earth al prietenei și colaboratoarei sale, Emma Goldman, ca ulterior să își fondeze propriul ziar, The Blast, publicație semilunară. În 1917, împreună cu Emma Goldman, este trimis la închisoare pentru acuzația de conspirație. După ieșirea din închisoare, este expulzat în Rusia, unde participă la Revoluția din Octombrie.
Experiența trăită în perioada Revoluției Bolșevice este descrisă în cartea The Bolshevik Myth ("Mitul bolșevic"), pe care a publicat-o în 1925.
Se mută în Franța unde își continuă lupta în cadrul mișcării anarhiste și publică lucrarea Now and After (Acum și după).
Nemaiputând suporta agravarea stării de sănătate, se sinucide.